# Эдо мэйсё дзу бёбу
Эдо мэйсё дзу бёбу (яп. 江戶名所図屏風 Эдо мэйсё дзу бё:бу, букв. «ширма с изображением достопримечательностей города Эдо») — парная восьмистворчатая ширма, хранящаяся в художественном музее Идэмицу токийского спецрайона Тиёда.

## Исторический контекст и историческая ценность ширмы
Город Эдо, изображённый на ширме Эдо мэйсё дзу бёбу, наряду с Осакой и Киото был крупнейшим городом эпохи Токугава. Переломным моментом в его истории стал перенос туда Токугавой Иэясу в 1590 году своей резиденции из провинции Суруга. С этого момента началось его бурное развитие и застройка. Однако в 1657 году в Эдо произошёл Великий пожар годов Мэйрэки, в результате которого была уничтожена большая часть города.
Эдо мэйсё дзу бёбу является одним из немногих изобразительных источников, позволяющих судить о том, как выглядел Эдо до пожара Мэйрэки. Некоторые японские историки, такие как Хидэнобу Дзиннай, Дзюн Хатано и Кунихико Мидзумото, относят Эдо мэйсё дзу бёбу к числу основных источников для изучения городского строительства, системы водоснабжения и других объектов инфраструктуры Эдо того времени.

## Авторство ширмы
Ширма Эдо мэйсё дзу бёбу создана неизвестным автором в годы Канъэй (1624—1644) и изображает город Эдо того времени, о чём свидетельствует наличие на ней изображений театрального квартала к югу от моста Накабаси и строящейся пятиярусной пагоды храма Канъэй-дзи. Ширма не содержит на себе прямых указаний на её автора либо заказчика создания, однако, по мнению исследователя Масато Найто, автор ширмы мог иметь отношение к школе художника Ивасы Матабэя (1578—1650), а сама ширма была изготовлена по заказу самурая либо состоятельного горожанина княжества Фукуи.

## Характеристики ширмы
Эдо мэйсё дзу бёбу является парной восьмистворчатой ширмой: длина одной её половины составляет 488 см, а высота — 107 см; в развёрнутом виде длина ширмы достигает почти 10 м. Такие размер и строение ширмы являются нетипичными для времени её создания: в тот период были наиболее распространены ширмы длиной 350—360 см и высотой 150—160.

## Изображения на ширме
Ширма Эдо мэйсё дзу бёбу представляет собой обширную панораму Эдо, на которой представлено около 40 различных объектов города: водные объекты — реки Канда и Сумида, залив Эдо; замок Эдо (изображён в центре составленной из двух половинок ширмы), ров вокруг замка; усадьба князя Мацудайра из Фукуи; мосты — Симбаси, Нихонбаси, Накабаси, Кёбаси, Асакусабаси, Судзикайбаси; храмы и святилища — Юдзима тэндзин, Канда мёдзин, Сэнсо-дзи, Канэъй-дзи, Дзодзё-дзи; места отдыха и увеселений — театр кабуки, кукольный театр, квартал Ёсивара, баня.

## Другие ширмы начала XVII века с изображением Эдо
Эдо мэйсё дзу бёбу является не единственной ширмой, созданной в начале XVII века и изображающей Эдо того периода. Изображения города до пожара годов Мэйрэки присутствуют и на других ширмах:
- Тикудзё дзу бёбу («Ширма с изображением строительства замка Эдо», находится в Музее искусств города Нагоя),
- Эдо дзу бёбу («Ширма с изображением Эдо», находится в Токийском городском историческом музее),
- Эдо мэйсё юраку дзу бёбу («Ширма с изображением известных увеселительных мест Эдо», находится в Музее искусств города Хосоми),
- Эдо Тэнка мацури дзу бёбу («Ширма с изображением праздника Тэнка мацури в Эдо», находится в частной коллекции).

В отличие от Эдо мэйсё дзу бёбу, эти ширмы имеют ограниченную тематику и изображают лишь некоторые места Эдо. Кроме того, в сравнении с другими ширмами в изображениях Эдо мэйсё дзу бёбу более полно отражена повседневная жизнь горожан.

## Комментарии
1. ↑  Современное название Эдо — Токио.
2. ↑  Мэйрэки — период в истории Японии с апреля 1655 по июль 1658 года.